# Roger North (biographe)
Pour les articles homonymes, voir Roger North.
Roger North (3 septembre 1651 – 1er mars 1734), juriste et  biographe anglais, est député de Dunwich et conseiller de Charles II d'Angleterre. Ses écrits biographiques et esthétiques constituent une source historique de grande valeur sur l'Angleterre du XVIIe siècle.

## Biographie
Roger North est le sixième fils et dernier fils des dix enfants de Dudley North (4e baron North)(1602-1677), 4e baron North, homme politique et auteur anglais, et d'Anne Montague (v.1613-1681), fille de Sir Charles Montague.
Étudiant de Jesus College (Cambridge) puis de Middle Temple, il fut reçu au barreau de Londres en 1674, et exerça la charge d'avoué du Diocèse de Cantorbéry en 1678. Nommé au Conseil Royal et sociétaire de Middle Temple en 1682, il bénéficiait de l'expérience judiciaire de son frère aîné, Francis, qui devait devenir Lord Chancelier et être créé baron Guilford. En 1684, Roger accéda ainsi au poste d'avocat général du duc d’York. Candidat des Tory à Dunwich, il était élu l’année suivante député au Parlement d'Angleterre ; seulement la Glorieuse Révolution mit un terme à sa carrière politique : il se retira sur ses terres à Rougham dans le Norfolk, et arrondit sa fortune en épousant la fille unique de Sir Robert Gayer.
Bibliophile, il consacrait le plus clair de son temps à l'écriture. Il reste comme l'auteur d’une saga familiale posthume, Lives of the Norths, qui constitue, avec sa propre autobiographie,  une source historique de premier ordre pour l'histoire du XVIIe siècle en Angleterre. Ses commentaires sur l'interprétation musicale sont pour les musicologues un témoignage irremplaçable sur l’interprétation baroque en Angleterre. Par delà ses descriptions de concerts, North écrivit sur l’esthétique et la pédagogie musicale, la tonalité et le tempérament ; l'une de ses contributions essentielles sur ce chapitre est la systématisation et la simplification du tempérament mésotonique qui précéda le tempérament égal.

## Descendance
Parmi les descendants de Roger North, il y a lieu de mentionner l’illustratrice scientifique Marianne North (1830-1890), (célèbre pour sa flore de l'Océanie), et le député libéral Frederick North (1800-1869).

## Sources et références
- (en) « Roger North », dans Encyclopædia Britannica [détail de l’édition], 1911 (lire sur Wikisource).
- Roger North's The Musicall Grammarian and Theory of Sounds: digests of the manuscripts, ed. M. Chan and J. C. Kassler, University of New South Wales, Kensington, 1988.
- Roger North’s the Musicall Grammarian: 1728, edited with introductions and notes by Mary Chan and Jamie C. Kassler, Cambridge University Press, Cambridge, 1990.
- J. C. Kassler, The Honourable Roger North, 1651-1734: On life, morality, law and tradition, Ashgate, Burlington, VT, 2009.